# MSZMP Politikai Főiskola
Az MSZMP Politikai Főiskola – teljes nevén MSZMP Központi Bizottsága Politikai Főiskolája – 1968 és 1990 között működő felsőoktatási intézmény volt, amelyet a Magyar Szocialista Munkáspárt (MSZMP) – vagyis az állampárt – tartott fenn és működtetett, a marxista tudomány elmélyítésére, a káderképzés és a továbbképzés fejlesztésére.

## Előzmények
A kommunista ideológiai és káderképzés a második világháborút követően, 1945-től fontos kérdés volt az elődpárt MDP vezetői számára. Már ekkor létrehozták az úgynevezett pártiskolákat. (Az elsőt Debrecenben, majd a következőt Budapest XIV. kerületében, a felszámolt Sacré Cœur Leánynevelő Intézet Ajtósi Dürer sori épületében.) A pártiskolák a szemináriumoktól kezdve, a néhány napos, hetes, vagy akár egy éves tanfolyamig szervezték a dolgozók és pártfunkcionáriusok ideológiai képzését – nemritkán bentlakásos formában. 1949-től a Magyar Dolgozók Pártja, 1957-től pedig az MSZMP Központi Vezetősége mellett, kétéves képzést adó Pártfőiskola működött lényegében 1968-ig. (1950-1956 között kiegészülve a budapesti II. kerületi Tárogató út 84-90 alatti, 2007-ig Budagyöngye Kórházként funkcionáló, szintén hajdani kolostorépülettel.) Bár nevében főiskola volt, valójában diplomát nem adott az intézmény. Ezzel párhuzamosan tovább működött az egyéves, öt, vagy három hónapos, illetve kéthetes pártiskola is.

## A Politikai Főiskola története
1968-ban a képzés színvonalának emelése érdekében döntött az MSZMP KB a képzés felsőoktatási színvonalúvá tételéről. Az MSZMP Központi Bizottsága Politikai Főiskolája 1968. szeptember 1-jén kezdte meg működését. Nappali és levelező tagozatot indítottak, a végzettek már egyetemi diplomát kaptak. A főiskola fennállásának teljes időtartama alatt Budapesten a XIV. Ajtósi Dürer sor 19-21. szám alatti épületkomplexumban volt, itt működött a kollégium is.
A főiskola oktatói egyetemi oktatói címet kaptak. Az itt diplomát szerzők mentesültek az általános államigazgatási ismeretekből teendő vizsga alól, ha a közigazgatásban vállaltak munkát.
A Politikai Főiskola az MSZMP kettészakadása, illetve a rendszerváltozás következtében 1989. december 31-én jogutód nélkül megszűnt, javait a Művelődési Minisztérium vette át. Hallgatóinak kis része az ELTE Szociológiai Intézetében folytathatta tanulmányait, és volt olyan elképzelés is, hogy az ELTE Bölcsészettudományi Karán politikaelmélet szakot indítanak, ahol kifutó rendszerben egyszeri kivételes képzési formaként a Politikai Főiskola többi tanulója is diplomát szerezhet. Az ELTE kari tanácsa azonban a tervvel nem értett egyet, így bár az 1990/1991-es tanévre már több volt politikai főiskolás átjelentkezett, ők ezen a tervezett szakon nem folytathatták a tanulmányaikat. Politikaelmélet szak csak 1994-ben indult az ELTE-n modern tantervvel nem csak a volt politikai főiskolásoknak.

## A képzés sajátosságai
Nappali tagozaton a képzés három, levelezőn négy év volt. A levelező tagozatos hallgatókat az utolsó féléves tanulmányaik elvégzése érdekében a munkahelyükről függetlenítették, és abban a szemeszterben lényegében nappali rendszerű képzést kaptak. Felvételi feltétel volt az érettségi vizsga és a Marxizmus-Leninizmus Esti Egyetem hároméves képzése végén elérhető tudásanyaggal egyenértékű marxista felkészültség. További feltétel volt az ötéves gyakorlati munkatapasztalat – ez alatt a vállalatokban, szövetkezetekben, intézetekben, hivatalokban végzett munka, vagy a fegyveres testületekben teljesített szolgálat, s egyben az öt év folyamán a pártszervezetek vagy tömegszervezetek tevékenységében való részvétel, vagy független munkatársként végzett tevékenység az MSZMP, a KISZ, a szakszervezetek, a Hazafias Népfront s más tömegszervezeti, illetve tömegmozgalom szerveiben. Az öt éves tapasztalatból adódóan felvételizni csak a legalább 24. életévüket betöltők jelentkezhettek.

### Oktatott tantárgyak
- politikai gazdaságtan
- filozófia
- a magyar forradalmi munkásmozgalom története
- a nemzetközi munkásmozgalom története
- nemzetközi politika
- a pártszervezés elmélete és gyakorlata
- gazdaságpolitika
- művelődéspolitika
- vezetéselmélet
- szociológia
- államszervezet és jog
- idegen nyelv (csak nappali tagozaton)

### Kiadványai
1983-tól A Politikai Főiskola Közleményei címmel ISSN 0139-0260, ISSN 0237-3416 folyóiratot adott ki az intézmény.

### Rektorai
- Nemes Dezső (1968–1977)[12]
- Szabó József (1977–1987)[12]
- Romány Pál (1988–1989)[13]

## Utóélete
A főiskola megszűnését követő években az ott diplomázók végzettségével kapcsolatban a társadalom részéről hullámzó volt az érdeklődés, a sajtóban időről időre előkerült a közélet vagy a tudományos és művészeti élet egyes szereplőinek végzettségének kérdése. 2012-ben Schmitt Pál plágiumügye farvizén az ideológiai területen szerzett végzettségek vizsgálatát ismét sürgették. Ennek kapcsán a Heti Válasz összeállított egy ötven nevet tartalmazó listát, melyben a Politikai Főiskola, illetve a Marxizmus-Leninizmus Esti Egyetem korábbi oktatóinak és hallgatóinak neve és életútja szerepelt. A cikk rámutatott arra, hogy a tudományos-művészeti élet és a közélet számos szereplőjének rendszerváltás előtt született szakdolgozati témája valamilyen ideológiai területtel függ össze.

## Külső hivatkozások
- Tények könyve – pártoktatás arcanum.hu